# Hajime Hosogai
Hajime Hosogai, född 10 juni 1986 i Gunma prefektur, Japan, är en japansk fotbollsspelare som spelar för tyska Hertha Berlin. Han spelar även för det japanska landslaget.